# Cayo Brutio Presente (cónsul 153)
Lucio Fulvio Rústico Gayo Brutio Presente Laberio Máximo (en latín: Lucius Fulvius Rusticus Gaius Bruttius Praesens Laberius Maximus; c.119 - después del 180) fue un destacado senador romano y dos veces cónsul, que desarrolló su cursus honorum durante los reinados de los emperadores Adriano, Antonino Pío, Marco Aurelio y Cómodo. 

## Orígenes y familia
Presente era hijo único del cónsul y senador Gayo Brutio Presente Lucio Fulvio Rústico, en su segundo matrimonio con la rica aristócrata Laberia Hostilia Crispina. Su madre era hija de Manio Laberio Máximo, quien también fue dos veces cónsul. Presente nació y se crio en Volcei, en Lucania, Italia. A juzgar por las fechas presuntas de sus primeros cargos, debe haber nacido en o alrededor del año 119. 

## Carrera
Conocemos el cursus honorum de Presente a través de una inscripción de su patria chica, cuyo desarrolló es el siguiente:

L(ucio) Fulvio C(ai) f(ilio) Pom(ptina) [Rustico C(aio)] 

Bruttio Praesenti Min[---] 

[Lab]erio Maximo Pompeio L(ucio) [---] 

Valenti Cornelio Proculo [--] 4

Aquilio Veientoni co(n)s(uli) II pr[aef(ecto) urbi patri] 

[C]r[is]pinae Aug(ustae) so[ce]ro Imp(eratoris) [Caes(aris) Commodi Aug(usti) sodali] 

[Ha]drianali sodali An[t]onin[iano Veriano] 

Marciano comiti Impp(eratorum) [A]nt[onini et Commodi Augg(ustorum)] 8

ex[pe]ditioni[s] Sarmaticae p[raet(ori)] [trib(uno) pleb(is) quaes]/tori A[ug(usti)] t[r](ibuno) mil(itum) leg(ionis) III Gallic[ae adlec(to) inter patric(ios)]

ab Imp(eratore) divo Antonino Aug(usto) P[io ---]

Sirvió como tribuno militar en la Legio III Gallica en Siria, probablemente alrededor de 136 cuando su padre gobernaba la provincia. Al comienzo del reinado de Antonino Pío, la familia gozaba del favor imperial porque el padre fue nominado para su segundo consulado en 139 como colega del nuevo emperador y el hijo fue elevado a la categoría de patricio casi al mismo tiempo. En esa época pasó a ocupar el codiciado puesto de cuestor augusti de Antonino, para ser sucesivamente Tribuno de la plebe y Pretor. 

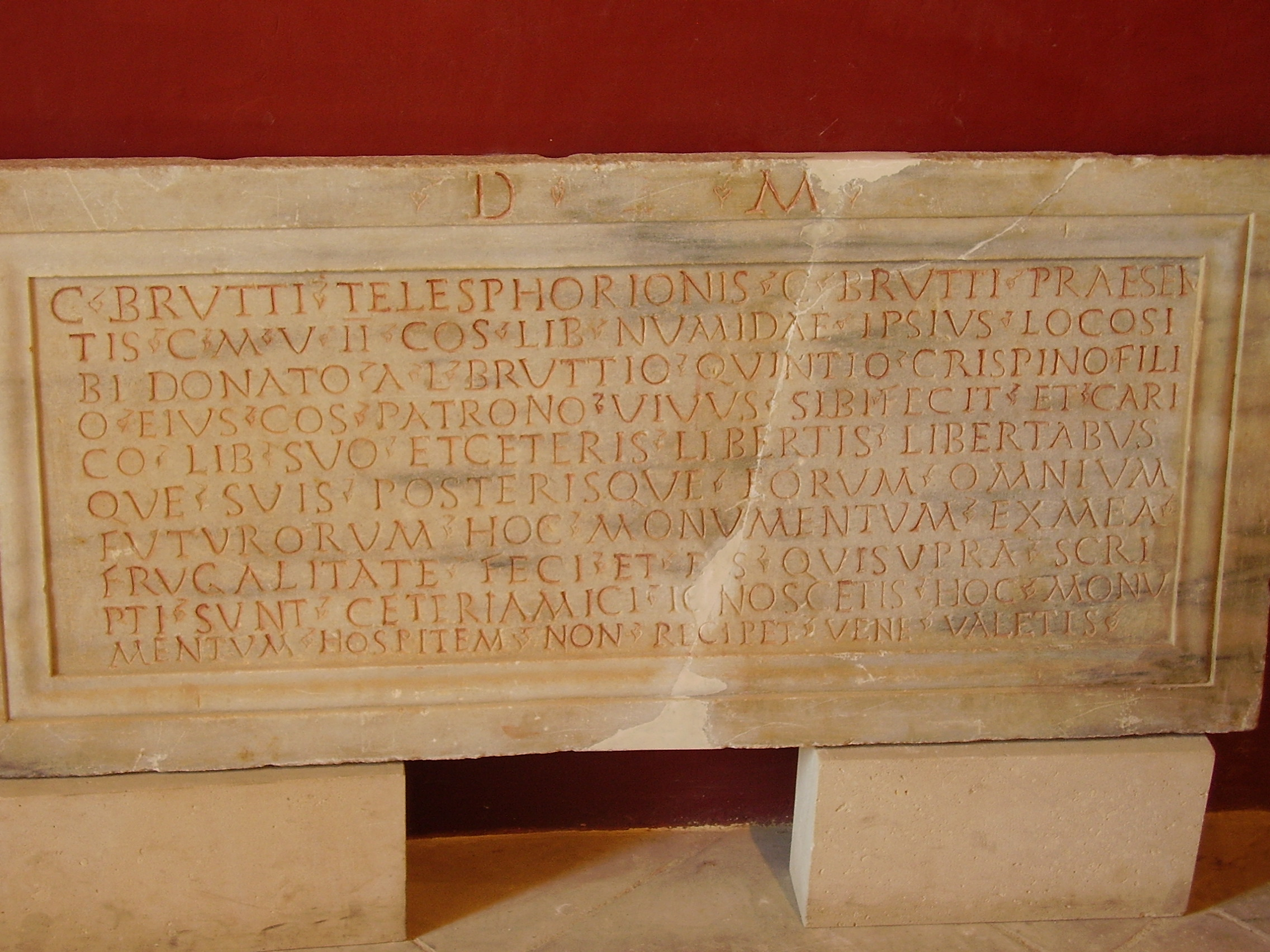
Inscripción CIL VI 7582, conservada en el castillo de Bellver (Palma de Mallorca, España) en la que se recuerda a Cayo Brutio Presente, dos veces cónsul, y a su hijo Lucio Brutio Quincio Crispino, también cónsul, por parrte del liberto de su familia Cayo Brutio Telésforo.

Su primer consulado fue en 153: fue cónsul ordinario iniciando el año, con Aulo Junio Rufino como su colega. Su carrera continuó prosperando bajo el principado de Marco Aurelio: como su padre, fue Procónsul de África, en 166-167 y además fue nombrado sodal del culto a Adriano divinizado y también sodal de los divinizados Antonino Pío y Lucio Vero. En 178, el hijo de Marco Aurelio, el futuro emperador Cómodo, se casó con la hija de Presente, Brutia Crispina. El 3 de agosto de 178, Presente fue uno de los que acompañaron a Marco y al joven Cómodo en la denominada expeditio Germanica secunda contra los Cuados, Yázigas y Marcomanos, recibió condecoraciones militares por su participación en la campaña. Presente fue nombrado nuevamente cónsul ordinario en el año 180, junto con Sexto Quintilio Condiano como su colega, y luego de este año desaparece de los registros por lo que debe haber muerto poco después.

## Descendencia
Presente tuvo dos hijos con una mujer desconocida: un hijo, el futuro cónsul Lucio Brutio Quincio Crispino, y una hija, la futura emperatriz Brutia Crispina.